# L'Ametlla de Mar
L'Ametlla de Mar, anomenada la Cala pels seus habitants (antigament anomenada la Cala de l'Ametlla), és un municipi de Catalunya pertanyent a la comarca del Baix Ebre.
Està situat al bell mig del golf de Sant Jordi, al sud de Catalunya. Més concretament, es troba entre la zona costanera del Cap de Terme, al nord; i del barranc de l'Àlia (àliga), al sud. Limita al sud amb el terme del Perelló; al nord-oest, amb el de Tivissa (Ribera d'Ebre); i al nord-est, amb el de Vandellòs i l'Hospitalet de l'Infant (Baix Camp).

## Geografia
- Llista de topònims de l'Ametlla de Mar (Orografia: muntanyes, serres, collades, indrets..; hidrografia: rius, fonts...; edificis: cases, masies, esglésies, etc).

Pels 14 km. de costa en què s'estén el terme de l'Ametlla de Mar hi ha diferents nuclis dispersos de població (de nord a sud, seguint la costa):
- Calafat
- Urbanització Marina Sant Jordi
- Sant Jordi d'Alfama
- Les Tres Cales
- Calanova
- L'Ametlla de Mar (nucli urbà)
- Roques Daurades (abans Roques Dorades)
- L'Estany d'en Gras
- L'Hidalgo

| Entitat de població | Habitants (2023) |
| l'Ametlla de Mar    | 7.325            |
| Font: Idescat       |                  |

## Política
L'Ametlla de Mar forma part de l'Associació de Municipis per la Independència, des del 31 de gener de 2012. També es va declarar Territori Català Lliure, el 28 de setembre de 2012.

### Llista d'alcaldes
| Període     | Alcalde o alcaldessa                               | Partit polític                              | Data de possessió | Observacions            |
| ----------- | -------------------------------------------------- | ------------------------------------------- | ----------------- | ----------------------- |
| 1979–1983   | Pere Margalef i Vendrell                           | Logotip de CiU                              | 19/04/1979        | --                      |
| 1983–1987   | Pere Margalef i Vendrell                           | Logotip de CiU                              | 28/05/1983        | --                      |
| 1987–1991   | Pere Margalef i Vendrell                           | Logotip de CiU                              | 30/06/1987        | --                      |
| 1991–1995   | Joan Font i Ballesteros / Pere Margalef i Vendrell | Logotip del Partit Popular · Logotip de CiU | 15/06/1991        | Moció de censura        |
| 1995–1999   | Joan Font i Ballesteros                            | Logotip del Partit Popular                  | 17/06/1995        | --                      |
| 1999–2003   | Antonio Espuny i Gaseni                            | Logotip del PSC                             | 03/07/1999        | --                      |
| 2003–2007   | Andreu Martí i Garcia                              | Logotip de CiU                              | 14/06/2003        | --                      |
| 2007–2011   | Andreu Martí i Garcia                              | Logotip de CiU                              | 16/06/2007        | --                      |
| 2011–2015   | Andreu Martí i Garcia                              | Logotip de CiU                              | 11/06/2011        | --                      |
| 2015–2019   | Jordi Gaseni i Blanch                              | Logotip d'ERC                               | 13/06/2015        | --                      |
| 2019-2023   | Jordi Gaseni i Blanch                              | Logotip d'ERC                               | 15/06/2019        | --                      |
| Des de 2023 | Eva del Amo Galarzo / Xavier de la Fuente Brull    | Logotip de Junts · Logotip del PSC          | 17/06/2023        | Pacte entre PSC i Junts |

### Resultats eleccions municipals
Nombre de regidors per partit
| Junts                                                                                     | -  | -  | -  | -  | -  | -  | -  | -  | -  | -  | 4  | 5  |
| PSC                                                                                       | -  | 1  | 1  | 2  | 0  | 1  | 3  | 2  | 1  | 2  | 0  | 2  |
| PP                                                                                        | -  | 2  | -  | 3  | 6  | 5  | 3  | 1  | 3  | 0  | -  | 0  |
| ERC                                                                                       | -  | -  | -  | -  | 0  | 0  | 2  | 3  | 2  | 4  | 7  | 5  |
| ECP                                                                                       | -  | -  | -  | -  | 0  | -  | -  | -  | -  | -  | 1  | 1  |
| C's                                                                                       | -  | -  | -  | -  | -  | -  | -  | -  | -  | -  | 1  | -  |
| CiU                                                                                       | 4  | 8  | 8  | 5  | 5  | 5  | 5  | 7  | 7  | 5  | -  | -  |
| PSUC                                                                                      | 2  | 0  | -  | -  | -  | -  | -  | -  | -  | -  | -  | -  |
| Altres                                                                                    | 5a | -  | 2b | 1c | -  | -  | -  | -  | -  | 2d | -  | -  |
| Total                                                                                     | 11 | 11 | 11 | 11 | 11 | 11 | 13 | 13 | 13 | 13 | 13 | 13 |
| a AE Independiente Calera; b Agrupació de Veïns de la Cala; c EV; d AE Plataforma Calera; |    |    |    |    |    |    |    |    |    |    |    |    |

### Eleccions al Parlament Europeu del 2014
| Candidatura | Candidatura    | Cap de llista        | Vots  | Regidors | % vots |
| ----------- | -------------- | -------------------- | ----- | -------- | ------ |
|             | CiU            | Ramon Tremosa        | 667   | 3        | 32,32  |
|             | ERC-NECat-EPDD | Josep M. Terricabras | 619   | 2        | 29,99  |
|             | PP             | Miguel Arias         | 178   | 16       | 8,62   |
|             | PSC-PSOE       | Elena Valenciano     | 176   | 14       | 8,53   |
|             | ICV-EUiA       | Willy Meyer          | 158   | 6        | 7,66   |
|             | C's            | Javier Nart          | 51    | 2        | 2,47   |
|             | Podemos        | Pablo Iglesias       | 43    | 5        | 2,08   |
|             | UPyD           | Francisco Sosa       | 30    | 4        | 1,45   |
|             | Vots en blanc  |                      | 44    |          | 2,13   |
|             | Altres         |                      | 98    |          | 4,75   |
| Total       | Total          | 2.089                | 2.089 |          | 43,94  |

## Història

Plànol del nucli urbà de L'Ametlla de Mar.

Hi ha poques dades documentals dels primers nuclis de poblament de l'Ametlla de Mar fins al segle xviii, quan —a conseqüència de l'impuls de poblament de Carles III— sorgí el poble modern com a nucli pescador adscrit al municipi del Perelló.
Coincidint amb l'arribada de pescadors valencians al poble (diverses fonts citen com a procedència Benidorm i el Grau de València), l'Ametlla fou creixent amb xifres importants durant el segle xix i aconseguí començar el segle xx amb 2.500 habitants.
No obstant això, tot i no haver-hi gaires dades documentals, podem dir que el naixement de la Cala es remunta més enllà del segle xii. Va ser un punt estratègic per defensar les costes de l'anomenada Catalunya Nova. A la platja de Sant Jordi d'Alfama va ser creat un orde religiós i militar per defensar les terres catalanes de possibles noves conquestes i evangelitzar les noves terres reconquerides. Encara avui en dia queden restes de la torre de vigia que en temps de Ramon Berenguer IV (1113-1162) servia per defensar les poblacions.
Al costat mateix d'aquesta torre de vigia, podem trobar restes del Castell dels Templers, edificat per aquesta ordre al segle xiii per combatre els pirates. Però va ser enderrocat per les galeres Castellanes al segle xvii amb la por de no ser envaïda per tropes Franceses. Pocs vestigis queden d'aquest castell, però els seus fonaments indiquen una gran fortalesa.
Al segle xviii, Carles III va aprofitar les runes de l'antic Castell per edificar una petita fortalesa que des de fa pocs anys ha estat remodelada. Aquesta fortalesa, que és la que rep actualment el nom de Castell de Sant Jordi d'Alfama, va servir per controlar les rutes del mediterrani, ja que moltes passaven per les Illes Balears i, per tant, es visualitzaven des d'aquestes terres.
El poble, el nucli urbà actual, va anar creixent a poc a poc fruit de les numerables cales que hi ha per refugiar-se dels temporals. Des de ben al principi, la pesca va ser el comerç clau de L'Ametlla. Avui en dia, compta amb dos ports pesquers (L'Ametlla i l'Estany) i tres de nàutics (L'Ametlla, Sant Jordi i Calafat).
A la Guerra Civil espanyola, la república, va instal·lar dos grans defenses (fortificacions) per si els Nacionals ataquessin des de les Illes Balears a Catalunya. Afortunadament pel poble, no va ser així, les fortaleses mai van ser usades. No obstant, L'Ametlla va patir alguns bombardeigs, com el que va destrossar el pont d'entrada del poble.
Després de la guerra, el poble es va veure sotmès en una crisi. Es produïren importants moviments migratoris a Palamós i, en menys mesura, a Roses. Aquests moviments es concentraren des de la postguerra civil fins a la dècada dels seixanta, en què els corrents incipients d'immigrants i turistes transformaren els nuclis de poblament del poble.
A principis dels anys cinquanta es va iniciar la segona fase del port principal pesquer, i aquest fet va dur al poble a prosperar econòmicament fins a obtenir actualment una de les flotes pesqueres de tonyines més gran de tota la península.

## Economia
La pesca continua sent una de les principals activitats del poble. El recinte portuari de l'Ametlla compta amb un ampli estol de barques que es dediquen a les arts de l'arrossegament, l'encerclament, el trasmall, etc.; i que compta, també, amb la primera flota de tonyinaires del Principat.
Les altres dues activitats econòmicament potents del poble són el turisme i el sector serveis.

## Demografia
| Evolució demogràfica | Evolució demogràfica | Evolució demogràfica |
| -------------------- | -------------------- | -------------------- |
|                      |                      |                      |
|                      |                      |                      |
|                      |                      |                      |

La taula següent recull les dades demogràfiques anteriors a 1900. El primer cens després de la segregació d'el Perelló és del 1897. Les dades anteriors a aquesta data són estimacions.
| 1850 | 1860 | 1877  | 1887  | 1897  | 1900  | 1910  |
| ---- | ---- | ----- | ----- | ----- | ----- | ----- |
| 500  | 853  | 1.340 | 2.007 | 2.589 | 2.537 | 2.802 |

## Agermanaments
L'Ametlla de Mar té relacions d'agermanament amb:
- Rabka-Zdrój (Polònia)
- Barra Patuca (Hondures)
- Vilanova de Raò (El Rosselló) 2007
- Palamós, des del 2018.

## Activitats
- El 2 de febrer, la Mare de Déu de la Candelera, patrona del poble. Es realitzen diversos actes durant uns quatre dies de contingut cultural, esportiu i religiós.
- La setmana de Diumenge de Rams: se celebra la Fira Alternativa i de Productes Naturals, acompanyada de la Mostra d'oficis antics. Tot un seguit de parades amb productes artesanals i naturals (tallats de fusta, espècies, penjolls, etc.) formen aquesta fira que tradicionalment es munta a la Plaça Nova i als carrers adjacents.
- L'1 de maig, la Diada de la Bicicleta. Els participants es desplacen des de davant de l'Ajuntament (Av. Batlle Josep Pijoan) fins al Mas Platé, escortats per les autoritats, a les 9 del matí. Un cop allí es fan diverses competicions (jocs esportius infantils, curses) acompanyades d'una botifarrada i sardines per a tothom.
- La Diada al castell de Sant Jordi d'Alfama. Es duen a terme activitats de caràcter esportiu i gastronòmic: sardinada popular, concurs de paelles i diversos tornejos de futbol platja i voleibol.
- Corpus Christi. Es decoren els carrers amb elements naturals, que formen les "catifes de Corpus".
- El 29 de juny, Sant Pere, patró dels pescadors. Es passeja el patró "a bord" d'una embarcació escollida i es fan diverses exposicions i competicions esportives (torneig 12h futbol sala, curses d'atletisme, curses de muletes).

## Serveis

L'escut actual (no oficial) de l'Ametlla de Mar

### Serveis educatius
- Institut Mare de Déu de la Candelera
- Llar d'Infants Xerinola
- Escola Sant Jordi
- Escola de Capacitació Nauticopesquera de Catalunya[6]

### Serveis sanitaris i de seguretat ciutadana
- CAP Ametlla de Mar "Doctor J. Merino"
- Bombers
- Policia Local
- Guàrdia Civil
- Tanatori
- Mossos d'Esquadra

### Serveis d'oci, cultura i esports
- Museu de Ceràmica Popular de l'Ametlla de Mar.[7]
- Club Nàutic (255 amarratges de capacitat).[8]
- Biblioteca Municipal "Doctor Frias".
- Sala de la Societat Cultural, Esportiva i Recreativa de l'Ametlla de Mar (SCER).
- Telecentre
- Circuit de Calafat
- Zona esportiva municipal (Camp de futbol, pistes de tennis, pistes de pàdel, piscina i pista poliesportiva).
- Poliesportiu Municipal "Galetet".
- Camp de Tir punta Calda (tir al plat).

#### Publicació local
Des dels Quatre Cantons és una revista mensual, editada en català, de la localitat de l'Ametlla de Mar (Tarragona), que es distribueix gratuïtament a totes les cases del poble costaner. Va ser fundada el 2 de febrer de 1980, on es va publicar el número 0 de la revista, amb motiu de la Festa Major de la Candelera.

## Turisme

### La costa

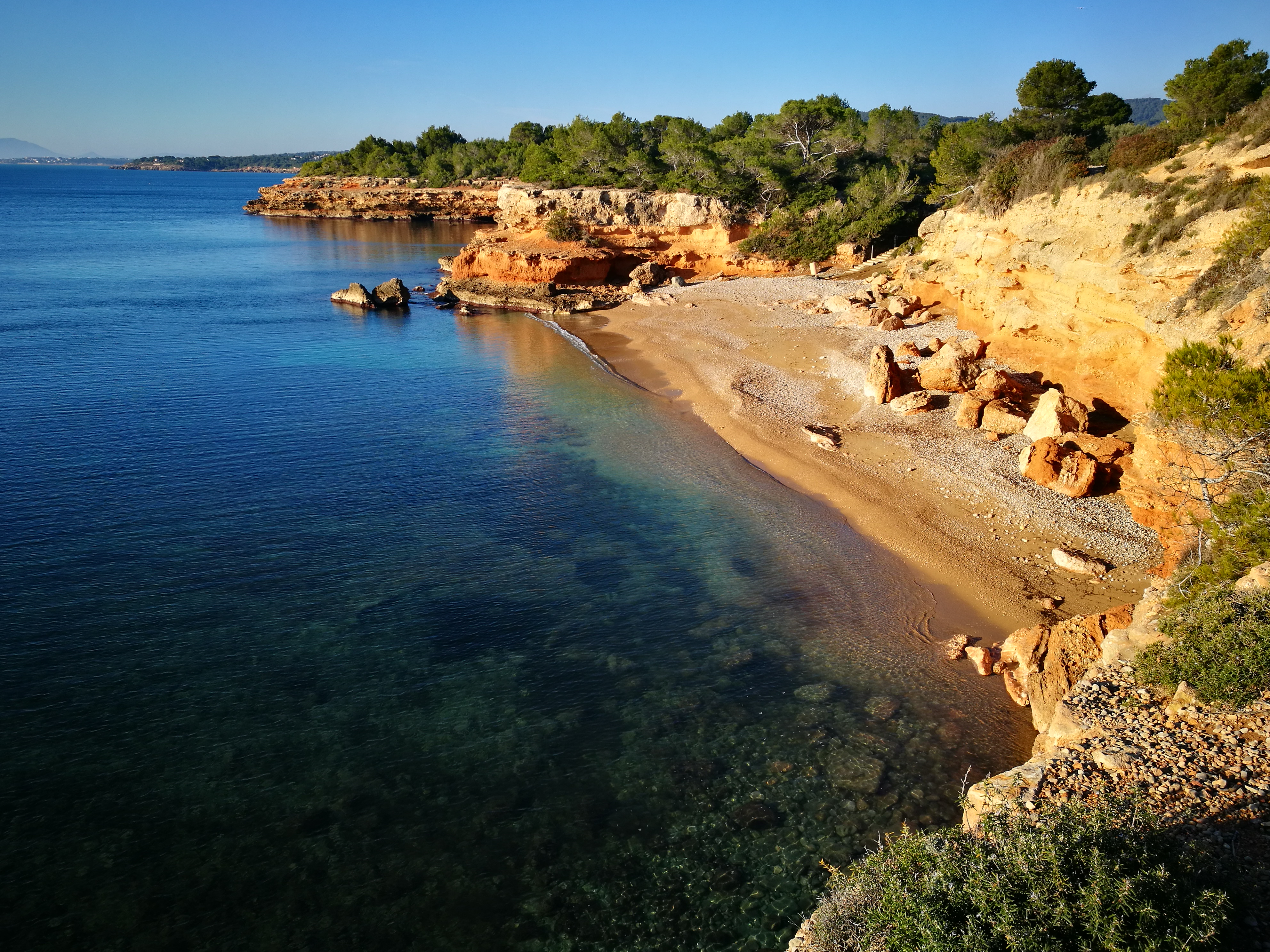
Cala de la Llenya.

L'Ametlla de Mar compta amb 16 km de costa, amb 30 cales i platges de sorra fina i blanca, altres de còdols. L'Ametlla de Mar és el segon municipi de Catalunya amb més banderes blaves i el primer en platges verges (8).
Algunes platges estan classificades com naturistes o nudistes, altres destinades a animals de companyia i algunes amb els accessos adaptats per a persones amb mobilitat reduïda.

### Gastronomia
La gastronomia marinera és la predominant, elaborada amb el peix i marisc capturats per la flota pesquera de la vila, i que cada tarda se subhasten a la Llotja de Pescadors. Durant tot l'any se celebren jornades gastronòmiques per a la seva promoció (jornades de la galera, de la tonyina roja, del peix blau, del peix de llotja, Diada dels fideus rossejats i la de l'Arrossejat).

## Transport
Es pot arribar a l'Ametlla de Mar per:
- Autopista AP-7 (Sortida 39)
- Carretera N-340
- Línia ferroviària Barcelona-València (Renfe)
- Mar: Club Nàutic l'Ametlla de Mar, Port de Calafat, Port Esportiu de Sant Jordi d'Alfama

## Gastronomia

### Plats
- Arrossejat

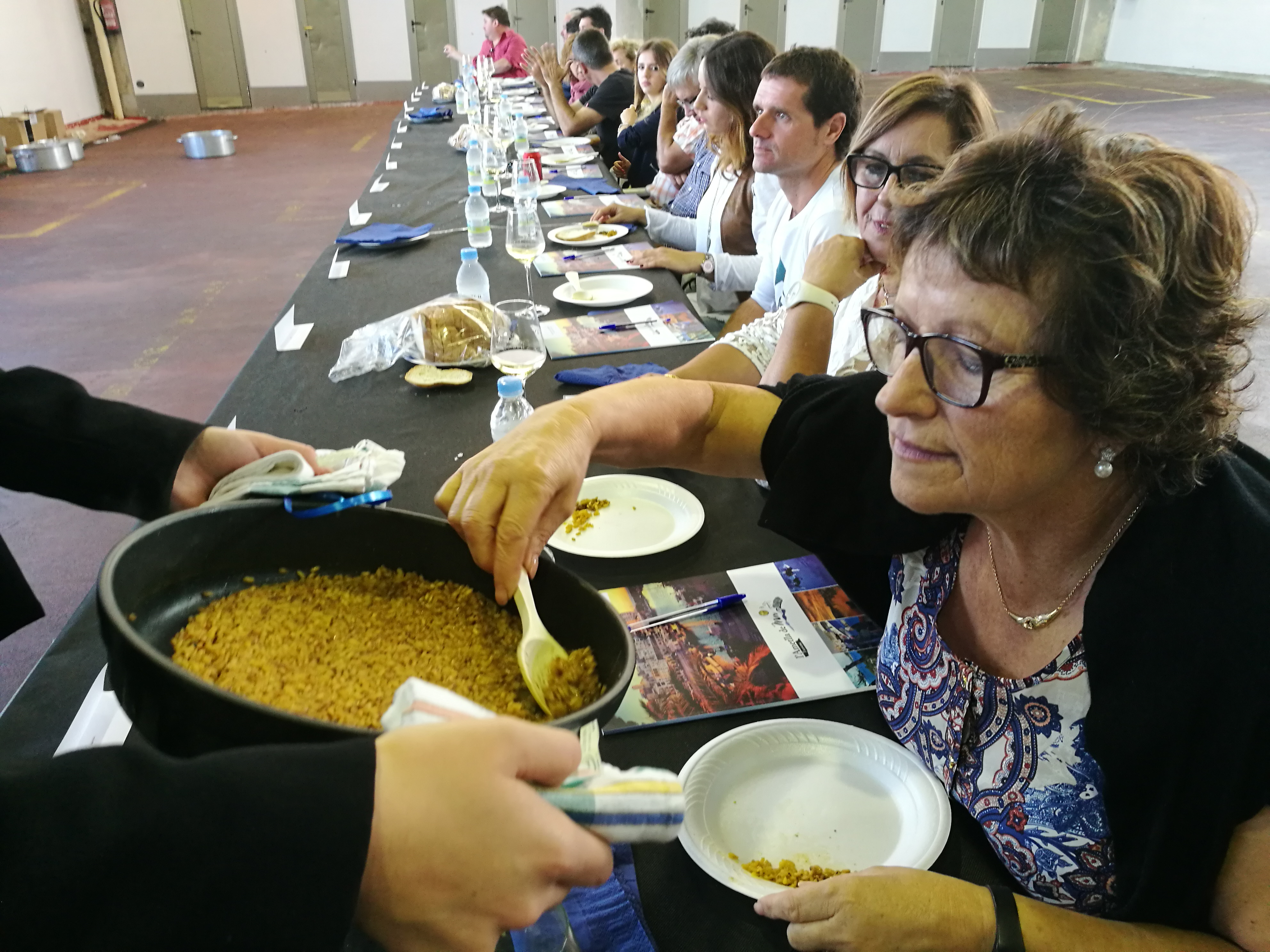
Diada de l'Arrossejat

- Fideuada (o fideus rossejats; també, per analogia, fideus arrossejats i, per ultracorrecció, fideus sejats)
- Suquet de peix calero (propi del poble)

### Dolços
- Coraçons
- Farinosa
- Pastissets (de cabell d'àngel o de crema)
- Panellets

## Curiositats
L'actual carrer d'Andreu Llambrich, en un període anterior a la Guerra Civil espanyola, portava el nom del rei Amadeu de Savoia. Se'l va batejar així en una visita que el monarca va fer a la població, en la qual va demanar que li ensenyessin la mar, i el van conduir per aquest carrer fins a vora mar, a la punta de Bugarró.
És usual entre els veïns de la vila de referir-se a aquesta via com lo carrer Amadeo o carrer Madeo, i val a dir que en plànols de la població dels anys 90 s'hi mostrava amb aquest nom.
Al Coll de Balaguer s'hi establir un bandoler, nomenat "el Vell Pistol", que atracava les diligències que feien pas per aquesta formació muntanyosa del nord del Baix Ebre. De dia era pescador en una petita embarcació del poble, on residia; i de nit feia la seua funció de lladre.
L'abril del 1947 un gran temporal va apallissar la Cala. Els pescadors ja feia estona que havien sortit a la feina, i les seues famílies patien pel que els haguera pogut passar. Passaven les hores i els mariners encara no havien tornat. La desesperació era tan gran que el mossèn va fer treure la Verge de la Candelera fins al moll. Llavors la foscor es va convertir en claredat i van arribar els pescadors a port. Des d'aquest dia la veterania de la Cala sent una forta devoció per la Verge.
El dia de Nadal de 1891 un vaixell grec, el Theotokos ("Mare de Déu" en grec), que anava fora de rumb, va naufragar als penya-segats que avui estan dins del port de l'Ametlla de Mar. Els seus tripulants van ser acollits pels caleros, que els van donar allotjament en cases particulars, i van desmuntar les fustes del vaixell per aprofitar-les com a bigues a les cases. L'Agència Consular de Grècia va subhastar les restes del vaixell el 13 de febrer de 1892, però quan anaren a recollir-les, ja havien patit el pillatge.
El 3 de febrer del 2013, es van convertir en el primer municipi de les Terres de l'Ebre a tenir colla castellera. La colla castellera es diu Los Xics Caleros, i van descarregar un 4 de 6 amb agulla el dia de la seva estrena. La colla es va dissoldre definitivament el gener del 2018 arran de la pèrdua progressiva de castellers en els darrers anys.